# Ягодин, Олег Валерьевич
Оле́г Вале́рьевич Я́годин (род. 6 сентября 1976, Свердловск) — российский актёр театра и кино, музыкант, фронтмен группы «Курара». Заслуженный артист Российской Федерации (2006).

## Биография
Родился в Свердловске (ныне Екатеринбург), из троих детей в семье был младшим. Обучался в средней школе № 163 Верх-Исетского района, с 6-ти лет занимался в детской капелле. После окончания Екатеринбургского театрального института (курс А. В. Петрова) в 1997 году играл на сцене Театра юного зрителя, а с 1998 года — Академического театра драмы.
В одной из первых работ его партнёршей была Галина Умпелева, быстро оценившая Олега: «…очень способный мальчик и очень чуткий партнёр с очень живыми глазами — это редко сейчас встречается на сцене».
Ягодин был задействован во всех постановках Н. Коляды на малой сцене Драмы, а с 2003 года ещё и в «Театроне» («Клаустрофобия»).
 С 2004 года — ведущий актёр Коляда-театра — занят практически во всех спектаклях. С этого же времени снимается в кино. За роль в «Орлеане» (2015) номинирован на национальную кинопремию «Ника».
Неоднократно участвовал в спектаклях Тюменского театра «Ангажемент», в том числе на гастролях в Москве (2009).
Об актёрском феномене артиста Ксения Ларина:
Практически не меняя выражения лица, не меняя пластики, не меняя тембра голоса, не меняя прически и грима, Ягодин узнаваем везде и при этом умудряется быть разным. Ягодин умеет играть тему, умеет извлекать её из разноцветного месива ярких пристроек, штуковин и фокусов, из вороха безумных сценических метафор, рожденных неуёмной режиссёрской фантазией. Ягодин — как никто — умеет оправдать и обыграть любую режиссёрскую идею, сделать чужой абсурд, чужое безумие своей сутью.
Помимо кино и театра Олег Ягодин — фронтмен екатеринбургской группы «Курара».

### Семья
Женат на актрисе Ирине Плесняевой (род. 1983), вдвоём воспитывают дочь.

## Театральные работы
Свердловский театр драмы
- 1998 — «Много шума из ничего» У. Шекспира — Мальчик (первая роль в Драме)
- 1998 — «Гарольд и Мод» К. Хиггинса и Ж.-К. Карьера — Гарольд Гейзен, реж. Владимир Гурфинкель
- 1999 — «Уйди-уйди» Н. Коляды — Евгений, реж. Николай Коляда
- 2001 — «Ромео и Джульетта» У. Шекспира — Ромео, реж. Николай Коляда
- 2003 — «Бином Ньютона» Н. Коляды — Исаак Ньютон, реж. Николай Коляда
- 2003 — «Тролль» по мотивам драмы Г. Ибсена «Пер Гюнт» — Пер Гюнт (совместно с В. Мелеховым)[8], реж. Андрей Горбатый

«Коляда-театр»
- 2003 — «Клаустрофобия» К. Костенко — Прищепа, реж. Николай Коляда
- 2004 — «Золушка» Ш. Перро — Король, реж. Николай Коляда
- 2004 — «Карлсон вернулся!» А. Линдгрен — Карлсон, реж. Николай Коляда
- 2004 — «Кармен жива!» Н. Коляды — Витторио, реж. Николай Коляда
- 2004 — «Мадам Роза» Э. Ажара/Н. Коляды — Момо, реж. Николай Коляда
- 2004 — «Птица Феникс» Н. Коляды — Мартин Штарк, реж. Николай Коляда

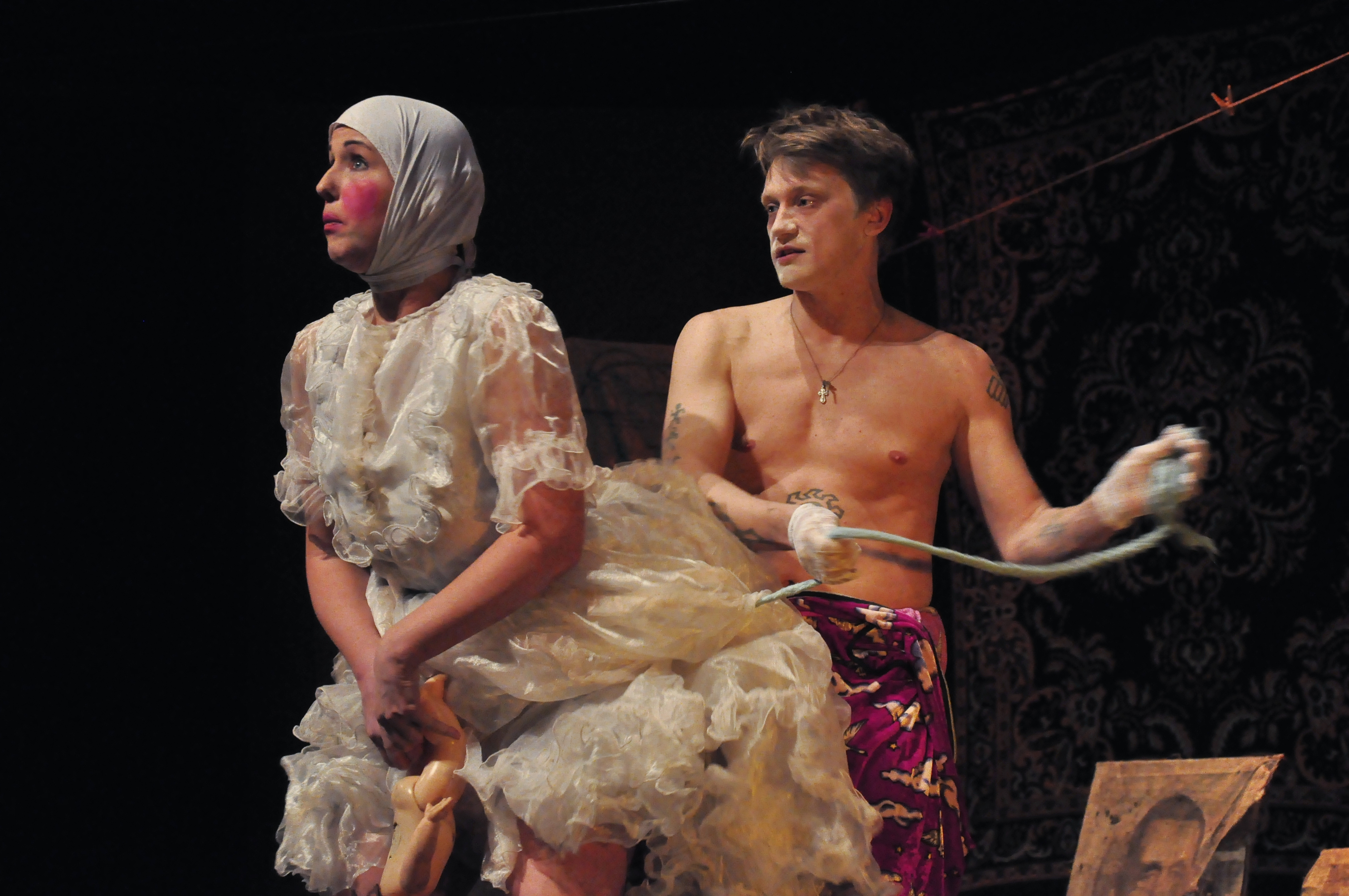
«Ревизор», с Ириной Ермоловой, Москва 2014

- 2004 — «Старик Хоттабыч» Н. Коляды — Старик Хоттабыч, реж. Николай Коляда
- 2005 — «Амиго» Н. Коляды — Костя, реж. Николай Коляда
- 2005 — «Ревизор» Н. Гоголя — Хлестаков, реж. Николай Коляда
- 2006 — «Букет» Н. Коляды — Миня, реж. Николай Коляда
- 2006 — «Землемер» Н. Коляды — Алексей Сорин, реж. Николай Коляда
- 2007 — «Гамлет» У. Шекспира — Гамлет, реж. Николай Коляда
- 2007 — «Женитьба» Н. Гоголя — Подколесин, реж. Николай Коляда
- 2007 — «Король Лир» У. Шекспира — Эдмунд, реж. Николай Коляда
- 2008 — «Группа ликования» Н. Коляды — В. И. Ленин, реж. Николай Коляда
- 2009 — «Трамвай „Желание“» Т. Уильямса — Стэнли Ковальский, реж. Николай Коляда
- 2010 — «Вишнёвый сад» А. Чехова — Лопахин, реж. Николай Коляда
- 2010 — «Фронтовичка» А. Батуриной — Матвей Кравчук, реж. Николай Коляда
- 2011 — «Борис Годунов» А. Пушкина — Борис Годунов, реж. Николай Коляда
- 2012 — «Девушка моей мечты» Н. Коляды — Сосед, реж. Александр Сысоев
- 2012 — «Маскарад» М. Лермонтова — Арбенин, реж. Николай Коляда
- 2013 — «Концлагеристы» В. Шергина — Сталкер, реж. Александр Вахов
- 2013 — «Мёртвые души» Н. Коляды по поэме Н. Гоголя — Плюшкин, реж. Николай Коляда
- 2015 — «Кошка на раскалённой крыше» Т. Уильямса — Брик, реж. Николай Коляда
- 2015 — «Ричард III» У. Шекспира — Ричард, реж. Николай Коляда
- 2016 — «Весна советская» — камео, реж. Николай Коляда
- 2016 — «Маленькие трагедии» А. Пушкина — Моцарт, реж. Александр Вахов
- 2016 — «Фальшивый купон» Е. Бронниковой и Н. Коляды — Махин, реж. Николай Коляда
- 2016 — «Пиковая дама» А. Пушкина/Н. Коляды — Германн, реж. Николай Коляда
- 2017 — «Двенадцать стульев» И. Ильфа и Е. Петрова — Воробьянинов, реж. Николай Коляда
- 2018 — «Иван Фёдорович Шпонька и его тётушка» Н. Гоголя/Н. Коляды — Иван Фёдорович Шпонька, реж. Николай Коляда
- 2018 — «Между небом и землёй жаворонок вьётся…» Н. Коляды — Филипп / Мужчина, реж. Николай Коляда
- 2018 — «Оптимистическая трагедия» В. Вишневского — Командир, реж. Николай Коляда
- 2019 — «Дурак и дурнушка» по двум одноактным пьесам Н. Коляды «Масакра» и «Театр» — Андрей / Леонид, реж. Николай Коляда
- 2020 — «Барбетт одевается» М. Малухиной — Жан Кокто, реж. Николай Коляда
- 2020 — «Картина» Н. Коляды — Старик, реж. Николай Коляда
- 2021 — «Анна Каренина» Л. Толстого — Каренин Алексей Александрович, реж. Николай Коляда
- 2021 — «Зелёный палец» Н. Коляды — Семён Прокопьевич, реж. Николай Коляда
- 2022 — «Сорочинская ярмарка» Н. Коляды по мотивам произведений Н. Гоголя — Солопий Черевик, реж. Николай Коляда

Екатеринбургский театр кукол
- 2008 — «Башмачкин» О. Богаева по повести Н. Гоголя «Шинель» — Башмачкин, реж. Николай Коляда

Центр современной драматургии
- 2014 — «СашБаш. Свердловск — Ленинград и назад» Я. Пулинович и П. Бородиной — СашБаш, реж. Семён Серзин
- 2015 — «В этом городе жил и работал…» К. Костенко — Александр Блик, реж. Алексей Логачёв
- 2015 — «Как Зоя гусей кормила» С. Баженовой — Владимир, реж. Светлана Баженова
- 2016 — «Чайка» А. Чехова — Тригорин, реж. Ринат Ташимов

## Отзывы
«Мадам Роза»

…всё внимание забирает малыш Момо, от лица которого ведётся повествование. Его превосходно играет Олег Ягодин. Если даже смыть с его лица белила (персонажи набелены, как цирковые клоуны, Момо похож на бледного Пьеро), он все равно будет бледным, будто выцветшим, светлоглазым, острым, бестелесным. От роли к роли Ягодин становится превосходным актёром, потому что способен транслировать (дай Бог, чтобы этот дар не исчез) некое неблагополучие своих персонажей. Это то, что не сыграешь специально. Одиночество, затравленность Момо ему тоже не надо играть. Когда щуплое тельце Момо по-собачьи прижато к ногам мадам Розы, а глаза где-то не здесь, становятся лишними любые объяснения тотального одиночества, в котором живёт этот мальчик.
— Марина Дмитревская, «Петербургский театральный журнал», июль 2005

…от него не оторвать глаз, и не потому, что тебя восхищает театральное, актёрское ремесло, а потому, что он вроде как и персонажа играет, и себя лично несет зрителю. Это такая вещь в себе, за которой наблюдать интересней в сто раз, чем просто за хорошим актёром. И он современный, мне кажется, есть в нём надлом трагический, который в крови у современного героя.
— Кристина Матвиенко, «Петербургский театральный журнал», ноябрь 2007
«Гамлет»

Гамлет Олега Ягодина в спектакле с ума не сходит, но от него здесь можно сойти с ума. Тонкий, нервный юноша (вечный, казалось, подросток всё же повзрослел), жестокий и нежный, быстрый, как ртуть, изменчивый, как облако в его разговоре с Полонием.
 То он представляется таким же босховским ублюдком с вываливающимся языком и, как все, лапает грудь Джоконды. То он изысканно-точен в каждом слове, движении, жесте. То он изящно издевается над текстом, над его временами нелепым сегодня пафосом и неудобоваримыми для произнесения словами (имена двух известных друзей выговариваются им с явным усилием). То потрясает естественным, органичным существованием в этой бездонной, полной игры смыслов текстовой стихии.
— Галина Брандт, «Петербургский театральный журнал», июнь 2007
«Птица Феникс»

Олег Ягодин — уникум. Мало сказать о нём «органичный», «интеллектуальный» или даже «гениальный». Эпитеты, характеризующие артистов, не годятся для Ягодина. Он естественно сверхъестественный. Не похож на партнёров по сцене; взаимодействует с ними, но существует автономно, реагирует, включён в игру, но реагирует не так, как все, а по велению своей — иной — природы. Инопланетянин.
— Елизавета Ганопольская, «Тюменский курьер», сентябрь 2008
«Маскарад»

Примеряя вторую после Годунова «возрастную» роль, Олег Ягодин убедителен и интересен: внешнее «кривляние» (актёр поначалу говорит с натужно-напевной интонацией, напоминая Арбенина—Мордвинова) — не только приём, призванный выявить нескладность рифм и пафос слога, но и возможность заново представить свою самобытную природу. Когда Звездич показывает подаренный сладострастной маской браслет, у Арбенина вдруг прорывается человеческая речь, и этот искусственный контраст по-новому обнаруживает и гипнотическую силу, и парадоксальную чистоту скрипучего голоса, ставшего знаковым инструментарием актёра.
— Анастасия Ким, «Петербургский театральный журнал», май 2012
«Мёртвые души»

Плюшкин, замшелый вор в законе (!), в окружении пиджачной братвы, которым он цепляет на руки клейкие ленты от мух. Нищета такого Плюшкина почему-то невыносимо горестна и тревожна. Зрители бежали от этой сцены, настолько суггестивно действовал обычный шансон «Калина красная». Ягодин противоположен Ермоловой. Он никогда не меняет тембра, тона, походки, но умеет что-то неуловимо изменить внутри себя. Завораживающий актёр, неспроста у него во всю спину выколота змея.
— Дмитрий Лисин, «Свободная Пресса», январь 2014 

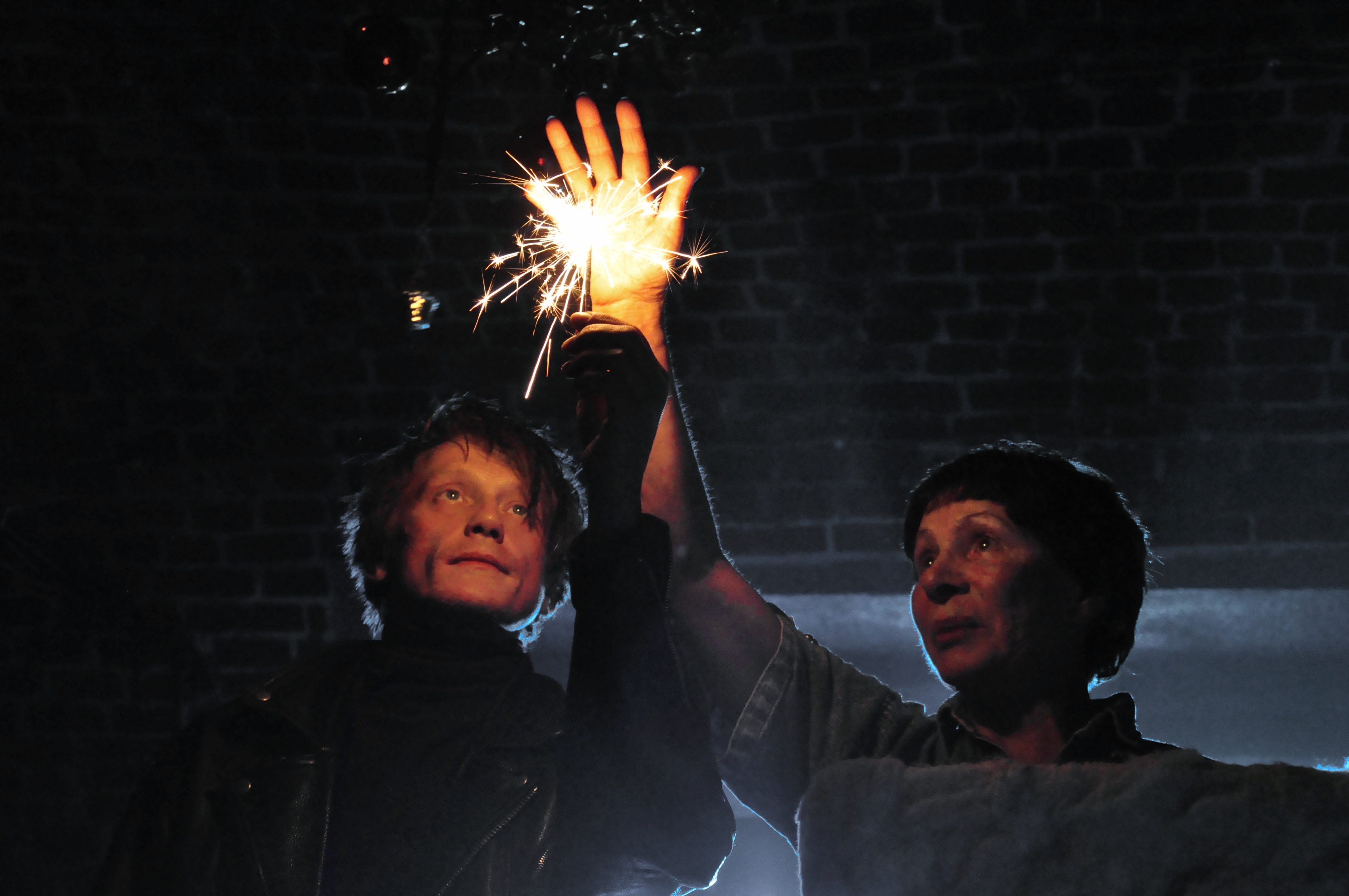
«СашБаш…», с Тамарой Зиминой, фестиваль «Артмиграция», Москва 2015

«СашБаш. Свердловск — Ленинград и назад»

Олег Ягодин не играет Башлачёва, тут вообще нет «прямых» ролей — да и странно было бы в этой ситуации кого бы то ни было «сыграть». В документальном спектакле присвоение роли, полное перевоплощение вряд ли допустимы с эстетической и даже с этической точек зрения. Тут важно это концептуальное остранение, которое заставляет современного рок-музыканта и представителя екатеринбургской богемы внезапно ощутить парадоксальное родство с гением из прошлого — родство и по артистической крови, и по географическому принципу.
— Павел Руднев, «Петербургский театральный журнал», ноябрь 2014

## Музыка

### Сотрудничество с другими музыкантами
- 2009 — Makaka — «Мысли» (single) — вокал в заглавной песне
- 2009 — Makaka — «Июль» — вокал на песне «Мысли»
- 2009 — Makaka — «Что мы сделали с фанком?» (single) — вокал в заглавной песне
- 2009 — Стереотипы — «Что мы сделали с фанком?» (single) — вокал
- 2013 — Городок чекистов — «Ночь. Порт» (single) — вокал
- 2013 — Makaka — «Пескарь» (single) — вокал
- 2014 — Makaka — «Заповедник» — вокал в песне «Пескарь»
- 2015 — ННТКЗ30 — «Хармс» — чтение в песнях «Григорьев и Семёнов», «Два человека разговорились»
- 2016 — FEODOQ  — «Рэмбо» (single) — вокал

## Фильмография
- 2004 — Егерь — егерь
- 2006 — Вратарь — КГБшник
- 2007 — Зёрна — Тоха
- 2007 — Золотой полоз — Коська
- 2010 — Мишень — жених Таи[16]
- 2012 — 29 километр — Кирилл
- 2012 — Amor Entrave. Где-то там море, где-то там лето… (музыкальный) — камео
- 2014 — Ангелы революции — Иван
- 2015 — Орлеан — Рудольф
- 2018 — Млечная дорога (короткометражный)
- 2019 — Секта (сериал) — Джон
- 2020 — Территория (сериал) — Хорь
- 2021 — Последняя «Милая Болгария» — папа Семёна
- 2021 — Выжившие (сериал) — «Мельник»
- 2021 — Западня — Анатолий Черепанов («Череп»), Николай Черепанов
- 2021 — Второе солнце — Ган
- 2021 — Мосгаз. Западня — Череп
- 2021 — Асфальтовое солнце — отец Артёма
- 2022 — 1703 (сериал) — Казак
- 2022 — Большие змеи Улли-Кале — Шамиль
- 2022 — Голем — Селиванов, фельдшер
- 2022 — Земун — Глеб
- 2022 — Никто не узнает (сериал) — Герман
- 2023 — Гром: Трудное детство — Алексей Прищуров
- 2024 — Престиж (сериал) — папа Таисии
- 2024 — Майор Гром: Игра — Алексей Прищуров
- 2024 — Лихие — Моисей
- 2024 — Вечная зима — Борис

## Награды и звания
- 2001 — специальная премия жюри на фестивале «Браво!» — 2000 — «За яркое воплощение современной темы» за роль Евгения в спектакле «Уйди-уйди!» Н. Коляды
- 2002 — номинант фестиваля «Золотая маска» («Лучшая мужская роль») за роль Ромео в спектакле «Ромео и Джульетта» Н. Коляды
- 2003 — лауреат премии «За лучший актёрский дуэт» (вместе с Ириной Ермоловой) на фестивале «Браво!» — 2002 за главные роли в спектакле «Ромео и Джульетта» Н. Коляды
- 2004 — лауреат премии губернатора Свердловской области — «За выдающиеся достижения в области литературы и искусства» за игру в спектакле «Мадам Роза» «Коляда-театра»
- 2005 — «Лучшая мужская роль» на VII театральном фестивале «Театр без границ», (Магнитогорск) за роль Хлестакова в спектакле «Ревизор» «Коляда-театра»
- 2006 — специальный приз от медиа-холдинга «Уральский рабочий» на фестивале «Браво!» — 2005 за роль Кости в спектакле «Амиго» «Коляда-театра»
- 2006 — звание «Заслуженный артист Российской Федерации»[17]
- 2008 — лауреат  премии «Лучшая мужская роль» на фестивале «Браво!» — 2007 за роль Гамлета в спектакле «Гамлет» «Коляда-театра»[18]
- 2008 — «Лучшая мужская роль» на IX Международном театральном фестивале «Радуга» (Санкт-Петербург) за роль Гамлета в спектакле «Гамлет» «Коляда-театра»
- 2013 — лауреат  премии «Лучшая мужская роль» на фестивале «Браво!» — 2012 за роль Арбенина в спектакле «Маскарад» «Коляда-театра»[19]
- 2014 — лауреат Российской национальной актёрской премии имени Андрея Миронова «Фигаро» в номинации «Лучшие из лучших»[20].
- 2016 — премия «Белый слон» Гильдии киноведов и кинокритиков России за лучшую мужскую роль второго плана (фильмы «Орлеан» и «Ангелы революции»)[21]
- 2016 — номинант премии «Ника» за лучшую мужскую роль в фильме «Орлеан»[22]
- 2017 — «Лучшая мужская роль» на международном театральном фестивале-конкурсе «Камерата» (Челябинск) за роль Кисы Воробьянинова в «Двенадцати стульях» «Коляда-театра»[23]
- 2019 — лауреат премии «Лучшая мужская роль» на фестивале «Браво!» — 2018 за роль Ивана Фёдоровича Шпоньки в спектакле «Иван Фёдорович Шпонька и его тётушка» «Коляда-театра»